# Šanov (kraj środkowoczeski)
Šanov – gmina w Czechach, w powiecie Rakovník, w kraju środkowoczeskim. Według danych z dnia 1 stycznia 2013 liczyła 488 mieszkańców.